# TOML
TOML – format plików konfiguracyjnych. Stworzony został z myślą o łatwości czytania i pisania dzięki oczywistej semantyce, która  stawia sobie za cel „minimalizm” i ma na celu jednoznaczne mapowanie do słownika. Jego specyfikacja jest typu open source i jest wspierana przez wkład od społeczności. TOML jest używany w wielu projektach oprogramowania i jest zaimplementowany w wielu językach programowania. Nazwa „TOML” to skrót od „Tom's Obvious, Minimal Language”, odnoszący się do jego twórcy, Toma Prestona-Wernera. 

## Składnia
Składnia TOML składa się głównie z par klucz = "wartość", [nazwa sekcji] i # komentarz. Składnia TOML nieco przypomina składnię plików INI, ale w przeciwieństwie do nich zawiera formalną specyfikację, podczas gdy format pliku INI posiada wiele konkurencyjnych wariantów. 
Jego specyfikacja zawiera listę obsługiwanych typów danych: String, Integer, Float, Boolean, Datetime, Array i Table. 

### Przykład
```
# To jest przykładowy dokument TOML

title
 
=
 
"TOML Example"

[owner]

name
 
=
 
"Tom Preston-Werner"

dob
 
=
 
1979-05-27T07:32:00-08:00
 
# Data

[database]

server
 
=
 
"192.168.1.1"

ports
 
=
 
[
 
8001
,
 
8001
,
 
8002
 
]

connection_max
 
=
 
5000

enabled
 
=
 
true

[servers]

 
# Wcięcia (tab lub spacje) są dozwolone ale nie wymagane

 
[servers.alpha]

 
ip
 
=
 
"10.0.0.1"

 
dc
 
=
 
"eqdc10"

 
[servers.beta]

 
ip
 
=
 
"10.0.0.2"

 
dc
 
=
 
"eqdc10"

[clients]

data
 
=
 
[
 
[
"gamma"
,
 
"delta"
],
 
[
1
,
 
2
]
 
]

# Wewnątrz tablic można łamać linie

hosts
 
=
 
[

 
"alpha"
,

 
"omega"

]

```

## Porównanie z innymi formatami
Poniższa tabela opiera się na specyfikacji TOML i jest porównaniem z innymi popularnymi formatami plików konfiguracyjnych (INI, JSON i YAML). Na konferencji SciPy 2017 został zaprezentowany język BespON jako format pliku konfiguracyjnego odpowiedniego dla modelowania i symulacji. Pojawiło się tam także omówienie możliwości wykorzystania do tego celu języka TOML. 
| Format | Formalny standard | Elastyczny standard | Silnie typowany | Łatwa implementacja | Czytelny dla człowieka | Pozwala na komentarze |
| ------ | ----------------- | ------------------- | --------------- | ------------------- | ---------------------- | --------------------- |
| JSON   | Tak               | Nie                 | Tak             | Tak                 | Tak                    | Nie                   |
| YAML   | Tak               | Nie                 | Tak             | Tak                 | Tak                    | Tak                   |
| TOML   | Tak               | Nie                 | Tak             | Tak                 | Tak                    | Tak                   |
| INI    | Nie               | Tak                 | Nie             | Tak                 | Tak                    | Tak                   |

## Krytyka
Od pierwszego wydania TOML spotkał się z kilkoma krytykami. Projekt StrictYAML wymienia następujące punkty jako problematyczne w TOML: 
- TOML jest rozwlekły, nie jest DRY i cierpi na szum syntaktyczny
- Hierarchie TOML są trudne do wywnioskowania na podstawie samej składni
- Nadmierna komplikacja: podobnie jak YAML, TOML ma zbyt wiele funkcji
- W TOML składnia określa typy danych („typowanie składnią”)

Projekt libconfini opublikował od tego czasu bardziej obszerną krytykę TOML z prowadzoną perspektywy INI,  wymieniając (między innymi) następujące punkty jako problematyczne: 
- TOML pozwala plikowi konfiguracyjnemu decydować o typach danych (składnia definiuje typy), gdy de facto decyduje o tym aplikacja kliencka, a każdy niezgodny typ zostanie i tak zignorowany lub konwertowany na oczekiwany typ (w zależności od parsera)
- TOML ponownie wprowadza to, czego języki przyjazne dla człowieka zwykle próbują się pozbyć: rozwlekłą składnię i konieczność używania cudzysłowów dla łańcuchów
- W składni TOML zawsze rozróżniana jest wielkość liter, pomimo faktu, że istnieją sytuacje, w których pliki konfiguracyjne muszą nie uwzględniać wielkości liter (jak na przykład pliki konfiguracyjne mapujące system plików FAT32 lub znaczniki HTML)
- TOML używa nawiasów kwadratowych dla tablic, chociaż nawiasy kwadratowe są już zarezerwowane dla nazw tabel; ponadto każda specjalna składnia dla tablic przywraca język do typowania za pomocą składni
- TOML zabrania wypełniania tabeli w różnych krokach, przez co scalanie kilku plików konfiguracyjnych jest problematyczne
- TOML arbitralnie wprowadza składnię dat
- TOML umożliwia (ale odradza) tworzenie kluczy o nazwie będącej pustym łańcuchem
- Reguł TOML nie można wywnioskować z treści pliku, dlatego edycja pliku TOML wymaga wcześniejszej znajomości języka
- TOML jest niekompatybilny wstecznie z INI